# 66. Pulski filmski festival
66. festival igranog filma u Puli je godišnji filmski festival održan u Puli, Hrvatska. Trajao je od 13. srpnja 2019. do 21. srpnja 2019. godine.

## Programi

### Hrvatski program
- Dnevnik Diane Budisavljević, Dana Budisavljević
- Dopunska nastava, Ivan-Goran Vitez
- General, Antun Vrdoljak
- F20, Arsen Anton Ostojić
- Koja je ovo država, Vinko Brešan
- Moj dida je pao s Marsa, Marina Andree Škop, Dražen Žarković
- Posljednji Srbin u Hrvatskoj, Predrag Ličina
- Sam samcat, Bobo Jelčić

### Popularni program
- Bijela vrana (engl. The White Crow) Ralph Fiennes
- Kralj lavova (engl. The Lion King) Jon Favreau
- Posljedice (engl. The Aftermath) James Kent
- Tolkien, Dome Karukoski
- Tuga i slava (engl. Dolor y gloria) Pedro Almodóvar
- Vjeran čovjek (fra. L'Homme fidèle) Louis Garrel

## Nagrade[1]
- Velika zlatna arena za najbolji film : Dnevnik Diane Budisavljević, Dana Budisavljević
- Zlatna arena za režiju : Dana Budisavljević, Dnevnik Diane Budisavljević
- Zlatna arena za scenarij : Mate Matišić, Koja je ovo država
- Zlatna arena za najbolju glavnu žensku ulogu : Hristina Popović, Posljednji Srbin u Hrvatskoj
- Zlatna arena za najbolju glavnu mušku ulogu : Krešimir Mikić, Koja je ovo država
- Zlatna arena za najbolju sporednu žensku ulogu : Olga Pakalović, Posljednji Srbin u Hrvatskoj
- Zlatna arena za najbolju sporednu mušku ulogu : Borko Perić, General
- Zlatna arena za kameru : Sven Pepeonik, Moj dida je pao s Marsa
- Zlatna arena za glazbu : Nenad Sinkauz Alen Sinkauz, Dnevnik Diane Budisavljević
- Zlatna arena za scenografiju : Jana Piacun, Dnevnik Diane Budisavljević
- Zlatna arena za kostimografiju : Selena Orb, Dnevnik Diane Budisavljević

## Više informacija
- Festival igranog filma u Puli

## Vanjske poveznice
- službeno mrežno mjesto